# Гняздово (Поморське воєводство)
Гняздово (пол. Gniazdowo, нім. Schönhorst) — село в Польщі, у гміні Осташево Новодворського повіту Поморського воєводства.
Населення — 225 осіб (2011).
У 1975-1998 роках село належало до Ельблонзького воєводства.

## Демографія
Демографічна структура станом на 31 березня 2011 року:
|          | Загалом | Допрацездатний вік | Працездатний вік | Постпрацездатний вік |
| -------- | ------- | ------------------ | ---------------- | -------------------- |
| Чоловіки | 115     | 19                 | 86               | 10                   |
| Жінки    | 110     | 26                 | 59               | 25                   |
| Разом    | 225     | 45                 | 145              | 35                   |